# FC Sarrebruck (tennis de table)
Le FC Sarrebruck tennis de table est un club allemand de tennis de table situé à Sarrebruck. Autrefois une section sportive du 1. FC Sarrebruck, le club prend son indépendance en avril 2011.

## Histoire du club
Le FC Sarrebruck est historiquement l'un des clubs fondateurs de la Bundesliga en 1966. Longtemps dans l'ombre de son voisin du ATSV Sarrebruck dans les années 1970 et 1980, le club réalise en 2011 la meilleure saison de son histoire : 3e du championnat, quart de finaliste de l'ETTU Cup et finaliste (malheureux) de la Coupe d'Allemagne.
Le club décroche ainsi la première participation de la ville en Ligue des Champions. En poule, le club réussit l'exploit de se qualifier pour les quarts de finale en éliminant les quintuples vainqueurs de l'épreuve Charleroi et devient à l'occasion le seul représentant allemand en phase finale à la suite des éliminations simultanées de Dusseldorf, Ochsenhausen et Grenzau qui avaient tous atteint la finale par le passé. Début janvier 2012, le club atteint pour la deuxième année consécutive la finale de la Coupe d'Allemagne en sortant son bourreau en demi-finale le Borussia Düsseldorf, son bourreau en finale l'année précédente puis décroche le premier titre majeur de son histoire en battant le SV Pluderhausen 3-1. Le FCS réalise un gros parcours pour sa première Ligue des Champions en s'inclinant en demi-finale contre Ekaterinbourg pour un tout petit set (3-3 sur l'ensemble des deux matchs, 13 sets à 12 pour les russes).
En 2014, le FC Sarrebruck remporte l'ETTU Cup (3-0 ; 1-3) contre Oschenhausen dans une finale 100% allemande, 25 ans après la dernière victoire de l'ATSV Sarrebruck dans cette compétition.

## Effectif 2012-2013
- Bastian Steger : n°27 mondial
- Bojan Tokic : n°35 mondial
- Joao Monteiro : n°46 mondial
- Cedric Nuytinck : n°264 mondial

## Effectif 2014-2015
- Adrien Mattenet
- Joao Monteiro
- Bojan Tokic

## Effectif 2022-2023
- Darko Jorgić [1]
- Patrick Franziska
- Tomas Polansky
- Cedric Nuytinck
- Jin Takuya
- Abdullah Talha Yigenler

## Palmarès
- Ligue des champions (3) :
  - Vainqueur en 2023, 2024 et 2025
  - Finaliste en 2021 et 2022
  - Demi-finaliste en 2012 et 2020
- ETTU Cup (1) :
  - Vainqueur en 2014
  - Finaliste en 2019
- Championnat d'Allemagne (1) :
  - Champion en 2020
  - Finaliste en 2018 et 2019
- Coupe d'Allemagne (1) :
  - Vainqueur en 2012
  - Finaliste en 2017 et 2018